# Brežani (Srebrenica, BiH)
Brežani su naselje u općini Srebrenica, Republika Srpska, BiH.

## Stanovništvo
Nacionalni sastav stanovništva 1991. godine, bio je sljedeći:
ukupno: 276
- Srbi - 271
- Bošnjaci - 5